# Jeffreys smörbult
Jeffreys smörbult (Buenia jeffreysii) är en liten, bottenlevande fisk i familjen smörbultar.

## Utseende
En blekt gråbrun till grönaktig fisk med 4 till 5 mörka fläckar längs sidorna. Två ryggfenor; den andra fenstrålen (räknat framifrån) i den främre fenan är tydligt förlängd. En liten fisk som blir högst 6 cm lång.

## Vanor
Jeffreys smörbult lever på blandbottnar (sand, koraller, musselskal och gyttja) på mellan 20 och 300 meters djup. Födan består av olika, mindre bottendjur.

## Utbredning
Utbredningen sträcker sig från södra Island, Färöarna och sydvästra Norge via Brittiska öarna till Bretagne i Frankrike. Har påträffats i västra Medelhavet.